# New York Rocker
New York Rocker – czasopismo muzyczne założone w 1976 roku z inicjatywy Alana Bertrocka. Główną tematykę magazynu stanowiła muzyka nowofalowa oraz punk rock. W 1978 Betrock opuścił czasopismo, a redaktorem naczelnym został Andy Schwartz, pełniąc funkcję do 1982 roku. W 1979 pismo ukazywało się w nakładzie rzędu 20 tys. egzemplarzy.
Ira Kaplan, gitarzysta i wokalista grupy Yo La Tengo, był jednym z krytyków pracujących dla magazynu. Zespół the dB’s napisał piosenkę „I Read New York Rocker” poświęconą czasopismu i nagrał kilka wersji demonstracyjnych piosenki w jego siedzibie.